# Amphitrite johnstoni
Amphitrite johnstoni är en ringmaskart som beskrevs av Anders Johan Malmgren 1865. Amphitrite johnstoni ingår i släktet Amphitrite och familjen Terebellidae. Inga underarter finns listade i Catalogue of Life.